# T. Carmi
T. Carmi (în ebraică ט. כרמי; n. 31 decembrie 1925, New York City, New York, SUA – d. 20 noiembrie 1994, Ierusalim, Palestina) a fost pseudonimul literar al lui Carmi Charney, un poet israelian de origine americană.

## Biografie
Carmi Charney s-a născut la New York. Tatăl său, rabinul Bernard (Baruch) Charney, a fost directorul ieșivei din Central Queens, o școală evreiască care ținea cursuri zilnice. Membrii familiei Charney vorbeau acasă în limba ebraică. Charney a studiat la Yeshiva University și la Universitatea Columbia. În 1946 i-a îngrijit pe copiii orfani din Franța, ai căror părinți au fost uciși în Holocaust. S-a stabilit în Israel în 1948, înainte de izbucnirea Războiului Israelian pentru Independență. A murit în 1994. Prima inițială T este echivalent englezesc al literei ebraice tet, pe care Carmi a adoptat-o ca prima literă a numelui său de familie scris în ebraică. 

## Carieră literară
Printre cărțile lui Carmi care au fost traduse în limba engleză se numără Blemish and Dream (1951), There are no black Flowers (1953), The Brass Serpent (1961), Somebody Like You (1971) și At The Stone Of Losses (1983).
A tradus, de asemenea, mai multe piese ale lui Shakespeare în limba ebraică: Visul unei nopți de vară, Măsură pentru măsură, Hamlet, Mult zgomot pentru nimic și Othello. El a coeditat antologia de poezie ebraică modernă The Modern Hebrew Poem Itself, împreună cu Stanley Burnshaw și Ezra Spicehandler, și a editat și tradus în limba engleză The Penguin book of Hebrew Verse, o antologie cronologică de poezie ebraică, care se întinde pe o perioadă de 3.000 de ani. A scris prefața la un volum de poezii scrise de Gabriel Preil, Sunset Possibilities and Other Poems (1985).

## Premii și distincții
- În 1987 Carmi a fost un beneficiar al Guggenheim Fellowship.
- În 1990 a obținut (împreună cu Pinchas Sadeh) Premiul Bialik pentru literatură.[5]
- A primit, de asemenea, Premiul Brenner și Premiul Shlonsky.